# 릭 미첼
릭 미첼(Rick Mitchell, 본명: Richard Charles Mitchell OAM, 1955년 3월 24일 – 2021년 5월 30일)은 400m와 4000m 계주에 출전한 오스트레일리아인 단거리 육상 선수이자 트리플 올림픽 선수였다. 미첼은 1980년 하계 올림픽에서 은메달을 획득했고, 1978년과 1982년 코먼웰스 게임 대회에서도 금메달 1개, 은메달 2개, 동메달 1개를 획득했다.